# Huset Romanov
Huset Romanov var Ruslands sidste tsar- og senere kejser-dynasti. Familien herskede i mere end 300 år, fra 1613 til 1917. Fra 1762 har den korrekte betegnelse været Holsten-Gottorp-Romanov, da kejser, Peter 3. var søn af hertug Karl Frederik af Holsten-Gottorp. Romanoverne var oprindelig en bojarslægt (adelsslægt) fra Moskva. Det ældste kendte medlem af slægten var Andrej Ivanovitj Kobyla i 1300-tallet. Den første Romanov på tronen var Mikhail 1. (1613- 1645), og den sidste var Nikolaj 2. (1894-1917). Mikhail 1. kom på tronen efter en tid med voldsomme uroligheder i landet, og han blev valgt af en bojar-forsamling. Fra 1613 til 1721 regerede Romanoverne over Zar-Rusland, og fra 1721 til 1917 regerede familien over det Russiske Kejserrige. Blandt familiens mest kendte medlemmer begge med tilnavnet den store er Peter 1. af Rusland, der grundlagde det moderne Rusland og forvandlede landet til en europæisk stormagt, og Katarina 2. af Rusland.
Afslutningen
Nikolaj 2. abdicerede efter Februarrevolutionen i marts 1917. Efter Oktoberrevolutionen i november 1917 blev Nikolaj 2., Kejserinde Aleksandra Fjodorovna og deres fem børn den 17. juli 1918 henrettet i deres fængselsvillas kælder i Jekaterinburg i Sibirien, brændt og kastet i en mineskakt i en nærliggende skov. Mange andre familiemedlemmer af den vidtforgrenede slægt blev ligeledes henrettet af Bolsjevikkerne. 
Overlevende
De Romanover, der overlevede revolutionen, slog sig ned forskellige steder i Europa. I Europa boede der allerede en del familiemedlemmer, der undgik revolutionens kugler. Fra begyndelsen af Romanov-familiens eksil, var de forskellige medlemmer delt i spørgsmålet om, hvem der skulle være familiens overhoved, og senere hvem der egentlig tilhørte dynastiet. Der er mange efterkommere af Romanoverne, bl.a. i Danmark. Den nuværende tronprætendent er Maria Vladimirovna af Rusland. Hendes status er dog bestridt af flere efterkommere af familien.

## Den danske forbindelse
Den vigtigste danske tilknytning til familien kom, da Kong Christian den 9.s næstældste datter Dagmar giftede sig i 1866. Hun antog navnet Marie Feodorovna og blev kejserinde i 1881.
Dagmar var først forlovet med den russiske tsarevitj Nikolai Alexandrovitj af Rusland, Alexander 2. af Ruslands ældste søn, men da han døde, blev hun efter familiernes ønske gift med den næstældste søn, den senere Alexander 3. af Rusland. Det blev trods den utrolige start et lykkeligt ægteskab og de fik seks børn. Den ældste, Nikolaj, blev Ruslands sidste kejser.
Enkekejserinde Dagmar og hendes datter, storfyrstinde Olga Alexandrovna af Rusland flyttede efter revolutionen til Danmark, hvor Dagmar døde i 1928 i sin og søsterens, Alexandra af Danmarks bolig Hvidøre Slot. Olga blev boende i Danmark, og flyttede til Ballerup, men efter besættelsen flyttede hun til Cooksville i Canada hvor hun døde i 1960. Dagmars anden datter Xenia Alexandrovna af Rusland bosatte sig i England. 
Yderligere forbindelse mellem Romanov og det danske kongehus, var Dronning Alexandrine, Danmarks dronning 1912 - 1947 (død 1952). Dronning Alexandrines moder var storfyrstinde Anastasia Mikhailovna af Rusland.

## Stamtræ
Navne med sorte blokbogstaver var regent i den anførte periode, det tre årstal i parentes er fødselsår kronings år og dødsår.

## Heraldik
| |
| Det kejserlige våben af Huset Romanov, med og uden baggrundsskjold. Dette var begrænset i sin brug til kejseren og visse medlemmer af den kejserlige familie |

| De to versioner af Romanovernes våbenskjold: | Uden baggrunds ørn | Med baggrunds ørn                                          |
| -------------------------------------------- | ------------------ | ---------------------------------------------------------- |
| Originalt våbenskjold                        |                    | våbenskjold med dobbelthovedet ørn med St. Andreas ordenen |
| Våbenskjold efter 1762:                      |                    | Dobbelthovedet ørn med St. Andreas ordenen                 |